# Pycreus kanarensis
Pycreus kanarensis är en halvgräsart som beskrevs av V.P.Prasad och N.P.Singh. Pycreus kanarensis ingår i släktet Pycreus och familjen halvgräs. Inga underarter finns listade i Catalogue of Life.